# Johannes Dünz

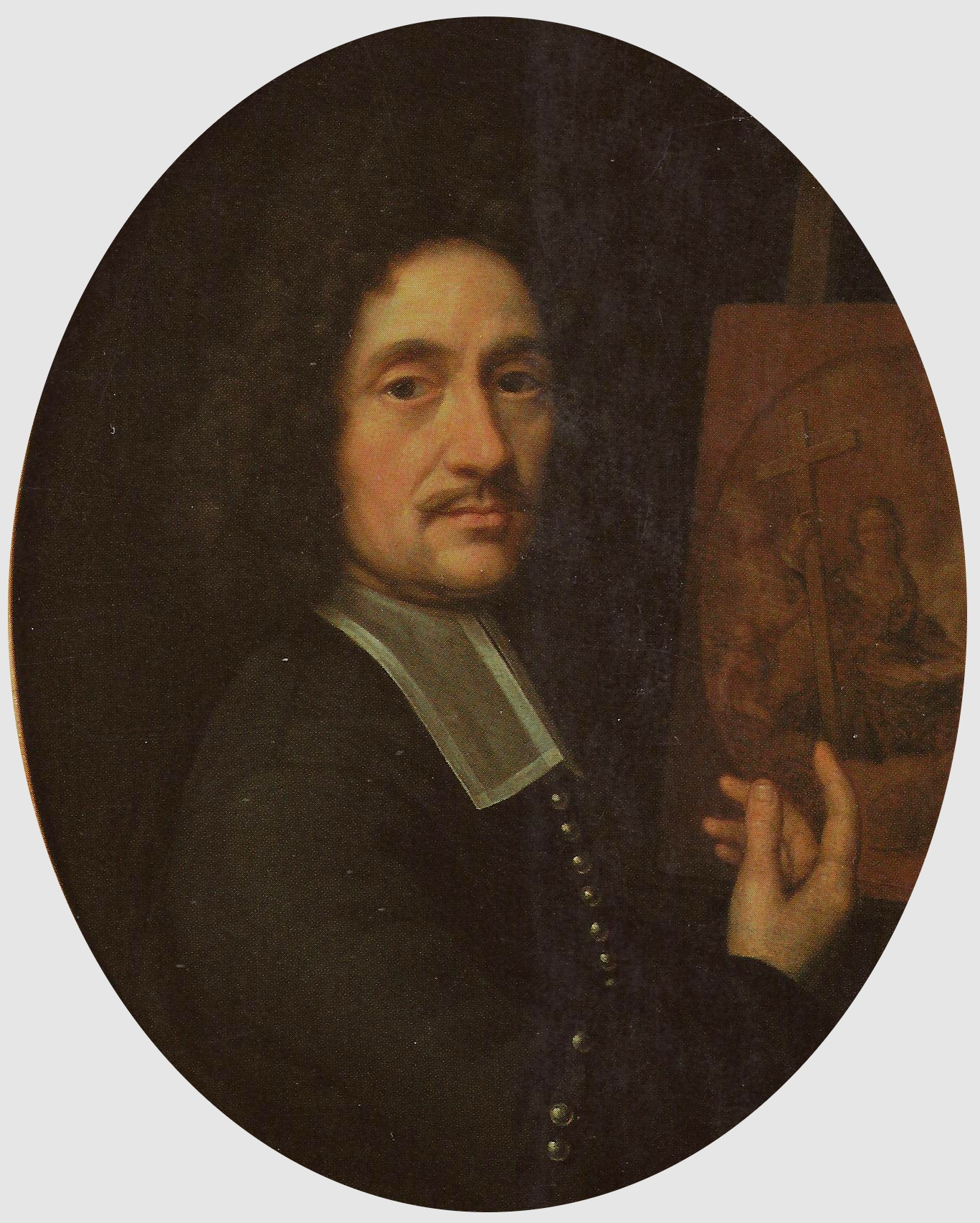
Johannes Dünz, Selbstbildnis (1695)

Johannes Dünz (getauft 17. Januar 1645 in Brugg; † 9. Oktober 1736 in Bern) war ein Schweizer Maler.
Johannes Dünz dürfte in Bern bei Albrecht Kauw ausgebildet worden sein. Er malte zahlreiche Porträts bernischer Patrizier, einige beachtliche Gruppenbilder, Veduten und Stillleben.
Sein Grossvater war der Glasmaler Hans Jakob Dünz (I.).

## Werke
- Burgerbibliothek Bern
- Historisches Museum Bern
- Kunstmuseum Bern
- Schloss Jegenstorf
- Schloss Wildegg